# Аб анбар
Аб анбар (на персийски: آب انبار, хранилище за вода) е резервоар за питейна вода с хидротехнически и архитектурни решения от времето на Древна Персия. Традицията е разпространена в страните от Централна Азия

## Предназначение
Водата винаги е била от централно значение за средноазиатските регионите с горещ и сух климат, където през летните месеци няма валежи, а водоизточниците пресъхват. Събирането и съхраняването на големи маси вода е била единствената възможност населението по тези места да си осигури целогодишен достъп до питейна вода.
Аб анбарите представляват подземни водни резервоари и са елемент от сложната водоснабдителна система, разработена в Древна Персия. Предполага се, че първите хидротехнически съоръжения от този вид са били изграждани по време на Партското царство и Сасанидската империя, когато за прехвърляне и разпределение на водата се създавала мрежа от диги и канали.
В градовете в пустините наред с неголеми частни водни хранилища с опростена конструкция били построявани и големи аб анбари за обществени нужди, някои от които със забележителни размери. Големи аб анбари имало и по протежение на търговските пътища и за минаващите по тях кервани те често били единствен източник на вода. Тези резервоари се пълнели от пролетните потоци дъждовна вода. За попълването на аб анбарите в селищата са използвали както валежите, така и системата от изкуствени подземни канали, наречени ганати, които доставяли водата от източниците в близките планински райони. Отговорността за поддържането на системата и разпределението на водата се възлагала на човек, наричан мираб. В неговите задължения влизал редовният контрол на подземната водоснабдителна мрежа и пълненето на аб анбарите. Когато трябвало да се пълни един аб анбар, независимо дали частен или обществен, се обръщали към мираба и той насочвал част от водния поток към съответния резервоар.

## Архитектура
Аб анбарът е сложно инженерно и архитектурно съоръжение. Състои се от няколко основни елемента – резервоар за вода, вход към водата, външен портал и система за проветряване.

### Резервоар
Същинският контейнер за вода се изкопавал в земята, за да може да издържа голямото налягане, упражнявано върху стените му. Друг важен аспект е, че вкопан в земята той бил по-издръжлив на земетресения, които не са рядкост в регионите, където се намират тези съоръжения.
Стените на резервоара за вода са изграждани от тухли, изготвяни специално за аб анбари – много здрави механически, водонепроницаеми и с високи топлоизолационни качества. Тухлите са покривани с около 3 cm замазка, наричана сарудж, чийто точен състав зависел от местните географски и климатични условия и включвал в определени пропорции пясък, вар, яйчен белтък, глина, козя козина и пепел. При големите резервоари стените са били с допълнителен двоен слой тухли, покрити с още един слой сарудж и завършващ слой твърда мазилка. Дебелината на стените на аб анбара можела да стига до 2 метра.
Имало е и по-икономичен начин за построяване на водни резервоари. При него първо изкопавали дълбоки траншеи там, където ще стоят стените. Траншеите се запълвали със строителен разтвор, който се втвърдявал в продължение на дни. След това правили изкоп за водния резервоар, изливали пода и построявали покрива. За стените се използвала водонепроницаема замазка.
Отгоре резервоарите са имали разнообразни по форма куполи. Най-често те са във вид на полусфери, но се срещат също конусни и стъпалообразни. Куполите на аб анбарите се издигат над земята и в пустините се виждат отдалече. Според някои източници, преди построяването на купола изкопаното пространство се запълвало догоре, със слама и сено. След изграждането на купола вътрешността на резервоара се изчиствала чрез изгаряне на този пълнеж. От друга страна, запазилите се по вътрешните стени дупки сочат, че за издигането на покривната част били използвани и строителни скелета.
Формата на вкопаната в земята част на аб анбара е цилиндрична или четвъртита. Цилиндричните резервоари имат редица технически и хигиенни предимства:
- налягането на големите маси вода в тях е равномерно разпределено върху стените;
- построяването на купол над кръгло сечение е много по-лесно, отколкото над квадратно;
- липсват ъгли, в които да се натрупват замърсяващите частици.

Предимството на четвъртитите резервоари се състои в поемането на по-голям обем вода, което би могло да има значение в случаите на ограничен размер на достъпната за строеж площ. Все пак не са известни причините, върху които са се основавали предпочитанията на строителите към една или друга форма.
Най-големите аб анбари са четириъгълни, като има примери както за квадратни, така и за правоъгълни резервоари. При много големите аб анбари за построяване на куполите били използвани една и повече колони. Чрез тях подземното пространство се разделяло на части, върху всяка от които бил построяван отделен купол.

### Достъп
Хората нямат директен достъп до водата, което позволява да се минимизира нейното замърсяване. С изключение на вентилационните шахти и бадгирите резервоарът е изцяло затворен спрямо външната среда. Хигиената се поддържа и чрез намазването на стените със специален солен разтвор, който образува върху водната повърхност изолиращ слой. Водата никога не се черпи от повърхността, а само от дълбочината на резервоара. При редовните проверки на състоянието на аб анбарите се следи и за целостността на повърхностния слой. Освен това всяка година се предприема почистването на натрупалата се в резервоара утайка.
За да се стигне до водата, съществува специално стълбище с междинни площадки за почивка. Най-долното ниво, до което стигат стъпалата, се нарича пашир. На това ниво се намират чешмите, свързани с водата от различните дълбочини на резервоара. Колкото е по-дълбоко нивото, от което се черпи водата, толкова тя е по-студена. Понякога чешми има не само на най-долното ниво, но и по протежение на стълбището. Дълбочината, на която се слиза, и съответно броят на стъпалата понякога са доста големи. Така например дълбочината, на която се намира паширът на големия аб анбар Сардар-е Бозорг в Казвин, е 17 m и дотам водят 50 стъпала.
От архитектурна гледна точка има различни съчетания на стълбището с резервоара. Понякога те представляват един комплекс, в други случаи те стоят отделно и нямат свързващи строителни елементи. При много големите аб анбари съществуват няколко стълбищни помещения и водата може да се черпи от няколко места.

### Външен вход
Външният вход, наречен сар дар, представлява портал, подобен на арка. Порталът е част от общото строително решение и често е централен елемент на изградения около аб анбара архитектурен ансамбъл. Върху портала се изписва названието на аб анбара, имената на строителя и основателя на съоръжението и датата на неговото изграждане. Някои портали са украсени с керамични плочки, декоративни рисунки и надписи с поетични откъси и наподобяват вход на дворец.

### Вентилация
Чрез вентилацията на въздуха във водния резервоар се избягва неговото застояване над повърхността на водата, затопляне и овлажняване и се спомага водата в аб анбарите да се запазва бистра, чиста и студена. Начинът на вентилацията на аб анбарите зависи от климатичните особености на местността. В Казвин, където зимите са много студени, а летата са поносимо горещи, аб анбарите се строят с една вентилационна шахта на върха на купола или с малък бадгир. В Язд, града с пустинен климат, аб анбарите са снабдени с по-голям брой бадгири.

## Запазени аб анбари
В Иран най-много аб анбари се намират в Казвин и десет от тях са напълно запазени. С изключение на аб анбара на джамията Джаме, който е построен през епохата на Сефевидите (17 век), всички останали са от 19 век. Названията на аб анбарите са свързани или с основателите им, или с мястото, където се намират.
| Име на аб анбар    | Размери (m)        | Обем (m3) |
| Сардар-е Бозорг    | 17 x 17 x 17       | 4900      |
| Джамия Джаме       | 37.5 x 10 x 10     | 3750      |
| Джамия Наби        | 36 x 10 x 10       | 3600      |
| Сардар-е Кучек     | 20 x 19 x 5.5      | 2090      |
| Хадж Казем         | 26 x 7.5 x 10      | 1950      |
| Хаким              | 18 x 18 x 6        | 1944      |
| Ага                | 11.5 x 10.25 x 5.5 | 648       |
| Кервансарай Разави | 14.5 x 6.5 x 5     | 471       |
| Зобиде Хатун       | 11.5 x 2.65 x 6.5  | 198       |

## Галерия
- Аб анбар в Исфахан, Иран
- Вътрешността на входа на аб анбар Болур в провинция Маркази, Западен Иран
- Най-големият еднокуполен аб анбар в Иран, Сардар-е Бозорг в Казвин
- Аб анбар с двойни куполи и бадгири в провинция Исфахан, Централен Иран
- Аб анбар в провинция Маркази, Западен Иран
- Изоставен аб анбар в Североизточен Иран